# Magnolia virginiana

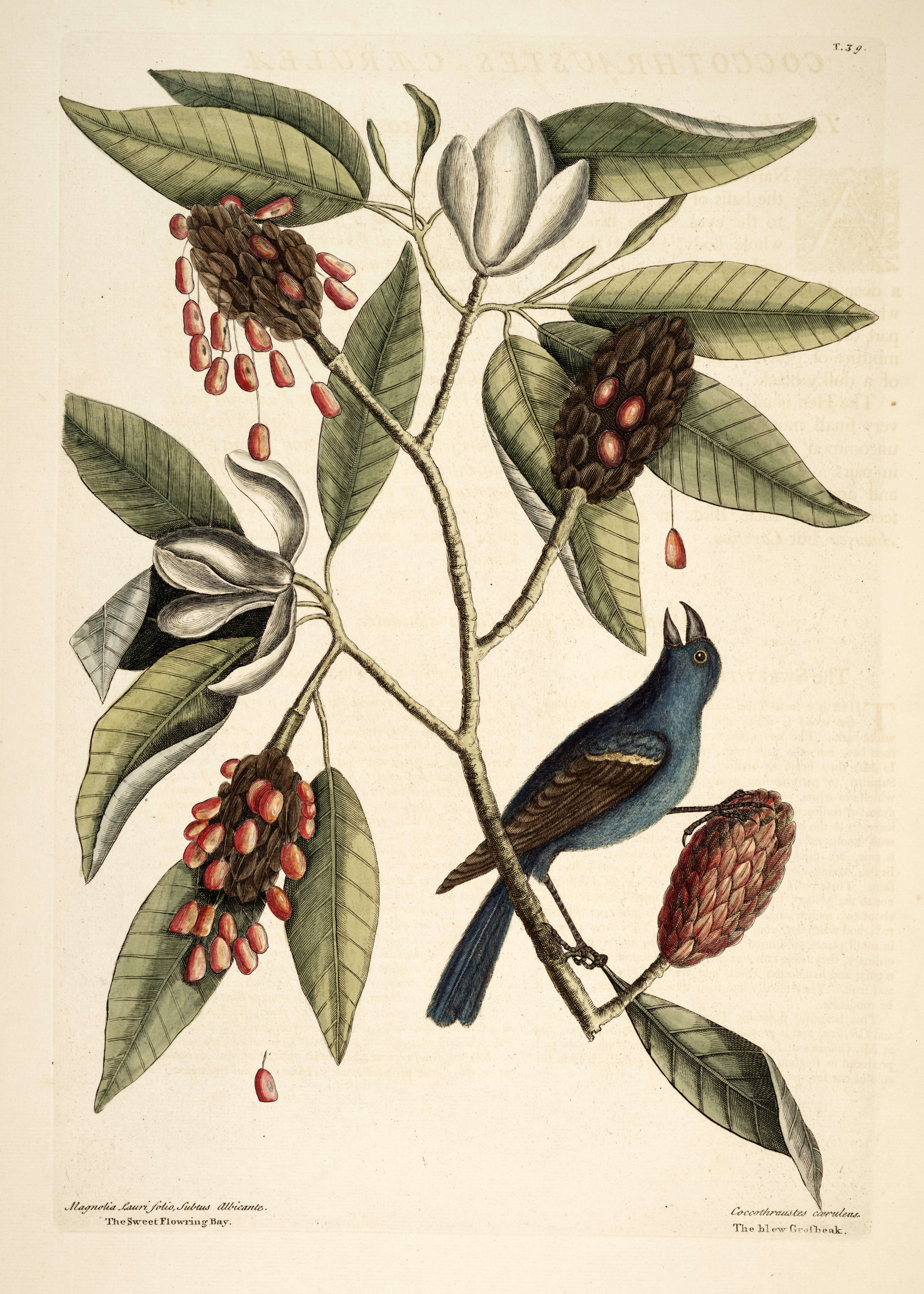
Ilustração mostrando a espécie.

Magnolia virginiana é uma espécie de árvores pertencente ao género Magnolia. Foi a primeira magnólia que foi descrita cientificamente, sendo a espécie tipo do género Magnolia. Como Magnolia é também o género tipo de todas as angiospermas, esta espécie pode ser considerada como representativa do grupo.

## Descrição
Magnolia virginiana é uma árvore caducifólia, raramente perenifólia, de até 30 m de altura, originária do sueste dos Estados Unidos. A espécie comporta-se como caducifólia na generalidade das localidades, mas é perenifólia em áreas com invernos mais suaves no sul da sua área de distribuição natural e semi-perenefólia ou caducifólia mais a norte.
As folhas são alternas, simples (não lobadas nem pinatifólias), com margens inteiras, com 6 a 12 cm de comprimento e 3 a 5 cm de largura.
As flores são de um branco cremoso, com 8–14 cm de diâmetro, com 6-15 tépalas. As flores produzem um intenso aroma semelhante a baunilha que se sente a bastantes metros de distância.

## Taxonomia
A espécie Magnolia virginiana foi descrita por Carolus Linnaeus e publicada em Species Plantarum 1: 535–536. 1753.
A etimologia do nome genérico deriva do seu epónimo, o botânico francês Pierre Magnol, de Montpellier (França). O epíteto específico virginiana é um epíteto geográfico que alude à origem do espécime tipo, o actual estado norte-americano da Virgínia.
A espécie apresenta volumosa sinonímia, incluindo:
- Magnolia glauca var. longifolia Pursh
- Magnolia glauca var. pumila Nutt.[2][3]

var. australis Sarg.
- Magnolia australis (Sarg.) Ashe
- Magnolia virginiana subsp. australis (Sarg.) A.E.Murray

subsp. virginiana
- Magnolia australis var. parva (Ashe) Ashe
- Magnolia burchelliana Steud.
- Magnolia fragrans Salisb.
- Magnolia fragrans Raf.
- Magnolia glauca (L.) L.
- Magnolia glauca var. argentea DC.
- Magnolia glauca var. latifolia Aiton
- Magnolia glauca var. longifolia Aiton
- Magnolia gordoniana Steud.
- Magnolia virginiana var. glauca L.
- Magnolia virginiana var. parva Ashe
- Magnolia virginiana var. pumila Nutt.